# Cletus Chandrasiri Perera
Cletus Chandrasiri Perera (Seeduwa, 6 settembre 1947) è un vescovo cattolico cingalese, dal 5 marzo 2024 vescovo emerito di Ratnapura.

## Biografia
Ha compiuto gli studi primari e secondari presso la scuola cattolica di Seeduwa ed ha frequentato i corsi filosofici e teologici nel National Seminary of Our Lady of Lanka, Kandy. Appartiene alla Congregazione silvestrina, nella quale ha emesso la prima professione il 28 febbraio 1965 e quella solenne il 17 febbraio 1971. È stato ordinato sacerdote il 4 agosto 1973 per la medesima congregazione.
Dopo l'ordinazione sacerdotale ha svolto i seguenti carichi: 1973-1975: cappellano dell'ospedale e delle carceri di Kandy e vicario parrocchiale a Padiwatte (Kandy); 1975-1978: vicario parrocchiale a Wahakotte (Kandy); 1981-1982: Parroco a Katugastota (Kandy); 1982-1985: vicario parrocchiale a Rajagiryia (Colombo); 1985-1993: parroco a Wahakotte (Kandy) e superiore della comunità benedettina silvestrina presso il santuario di Sant'Antonio; 1993-2002: vicario generale di Kandy; parroco della cattedrale (1993-2000); direttore del centro pastorale diocesano; coordinatore della gioventù diocesana; responsabile delle scuole cattoliche; parroco a Katugastota (2000-2002).
Dal 2002 è priore conventuale (superiore maggiore ad instar provincialis secondo le costituzioni benedettine) del Monastero S. Silvestro (Kandy), visiting professor presso il seminario maggiore nazionale di Kandy e direttore spirituale nel seminario minore di Kandy.
L'11 luglio 2007, nella Basilica dei Santi XII Apostoli in Roma, è stato ordinato vescovo di Ratnapura (Sri Lanka). La messa dell'ordinazione episcopale è stata presieduta da monsignor Joseph Vianney Fernando, vescovo di Kandy e presidente della Conferenza Episcopale dello Sri Lanka, co-consacranti Albert Malcolm Ranjith, segretario della Congregazione per il culto divino e la disciplina dei sacramenti, e Harold Anthony Perera, vescovo di Galle e amministratore apostolico di Ratnapura. Ha preso possesso della diocesi il 28 luglio successivo.
Il 5 marzo 2024 papa Francesco ha accolto la sua rinuncia, presentata per raggiunti limiti di età, al governo pastorale della diocesi; gli è succeduto Peter Antony Wyman Croos, sacerdote della diocesi di Chilaw.

## Genealogia episcopale e successione apostolica
La genealogia episcopale è:
- Cardinale Scipione Rebiba
- Cardinale Giulio Antonio Santori
- Cardinale Girolamo Bernerio, O.P.
- Arcivescovo Galeazzo Sanvitale
- Cardinale Ludovico Ludovisi
- Cardinale Luigi Caetani
- Cardinale Ulderico Carpegna
- Cardinale Paluzzo Paluzzi Altieri degli Albertoni
- Papa Benedetto XIII
- Papa Benedetto XIV
- Papa Clemente XIII
- Cardinale Marcantonio Colonna
- Cardinale Giacinto Sigismondo Gerdil, B.
- Cardinale Giulio Maria della Somaglia
- Cardinale Carlo Odescalchi, S.I.
- Cardinale Costantino Patrizi Naro
- Cardinale Lucido Maria Parocchi
- Papa Pio X
- Papa Benedetto XV
- Papa Pio XII
- Cardinale Eugène-Gabriel-Gervais-Laurent Tisserant
- Papa Paolo VI
- Vescovo Appasinghe Paul Perera
- Vescovo Joseph Vianney Fernando
- Vescovo Cletus Chandrasiri Perera, O.S.B.Silv.

La successione apostolica è:
- Vescovo Peter Antony Wyman Croos (2024)